# Sant Cebrià d'Esponellà
Sant Cebrià d'Esponellà és una església amb elements romànics i gòtics del poble d'Esponellà (Pla de l'Estany). Té la protecció de Bé cultural d'interès local.

## Descripció
Actualment, presenta la nau única del temple original romànic, lleugerament apuntada, i una altra d'època posterior, paral·lela a la primera. L'absis semicircular sobrealçat és del temple original, si bé està molt deformat a l'interior amb modificacions de l'època moderna. L'aparell dels murs originals és de carreus de pedra travertínica d'Espolla. El temple romànic es construí en el segle xiii.
A la façana principal hi ha el portal d'accés, romànic, una finestra superior d'arc de mig punt i doble esqueixada, de l'edifici original, i dos finestrals tapiats procedents de l'antic campanar d'espadanya també del temple primitiu. El campanar actual segurament va ser afegit al segle xvi. És de planta quadrangular i té coberta en forma de petita cúpula, construïda cap a 1920.
El portal d'accés té quatre arcs de mig punt en degradació. Tant els arcs com els brancals estan fets de pedra treballada. L'arc exterior, gòtic, té un guardapols motllurat acabat en ogiva. Tots els arcs arrenquen d'una imposta de pedra motllurada que descansa sobre dos escuts heràldics gòtics, un a cada banda, situats a l'arrencada de l'arc ogival a manera de mènsules. L'escut de l'esquerra és el de la família Corbera (d'or, amb un corb de sable passant cap a l'esquerra), senyors de la baronia d'Esponellà al segle xv. El de la dreta és el de la família Desplà (losanjat d'or i sable, amb bordura de gules, carregada de vuit roses d'or), que enllaçà amb l'anterior. En una reforma posterior van esculpir un arc conopial a la llinda. L'intradós és cec i està fet de carreus.
La porta, de fusta, està coberta de reforços de ferro forjat en forma d'espiral, romànics, si bé reaprofitats d'almenys dues portes i recol·locats en el lloc actual durant les reformes dels segles xv i xvi. Té dos picaportes i dos panys, un d'ells amb un cap de serp o drac, també de forja.

## Altres elements
S'hi venera una imatge gòtica de la Mare de Déu amb el Nen Jesús, de marbre policromat, del segle xv, que és segurament de l'escola de Girona. Durant unes obres es trobà una altra imatge gòtica de la Mare de Déu amb el Nen Jesús, de fusta, trencada, i es restaurà. També s'hi conserven sis taules d'un retaule dedicat a la Mare de Déu del Roser, del segle xvi.
Igualment, s'hi guarda una creu processional de plata del segle xvi, d'estil gòtic o plateresc. A més, hi ha un calze i uns encensers de plata del segle xv.

## Història
L'església de Sant Cebrià i el lloc d'Esponellà són documentats des de l'any 921. En aquell any se celebrà un judici dintre del temple ("Sancti Cipriani... basilica in villa Espondiliano") per confirmar el domini del bisbe de Girona sobre diversos béns del lloc de Bàscara en presència del comte de Besalú Miró I el Jove, els vescomtes Seguer i Ènnec, el bisbe de Girona Guiu o Guigó i molts altres personatges, tots els quals juraren sobre les relíquies de l'altar de Sant Cebrià.
Els barons d'Esponellà del llinatge dels Corbera van efectuar importants reformes estructurals a l'edifici i a l'ornamentació del portal durant els segles xv i xvi. Els escuts de la portalada corresponen a Aldonça de Corbera, senyora d'Esponellà, i al seu marit Guerau Desplà i d'Oms (mort el 1516), cavaller, senyor de la casa d'Alella i del castell de Güell o Desgüell (Llers), conseller de Ferran II i mestre racional, que era germà de l'ardiaca de Barcelona Lluís Desplà.